# Amata kuhlweini
Amata kuhlweini là một loài bướm đêm thuộc phân họ Arctiinae, họ Erebidae.